# Ferencvárosi TC (férfi teke)
A Ferencvárosi Torna Club férfi tekeszakosztálya Budapest első számú tekecsapata, amely az NB I. Keleti csoportjában szerepel.
1948-as alapítása óta 57 alkalommal avatták magyar bajnokká, 1 alkalommal nyerték meg a világkupát, illetve 4 alkalommal nyerték meg az Európa Kupát.

## Története
Az FTC (Ferencvárosi Torna Club) férfi tekeszakosztálya 1948-ban alakult.
Az új szakosztály nem a nulláról indult, a budapesti BSzKRT SE szakosztályát vették át, és azonnal neveztek is a magyar csapatbajnoki küzdelmekbe, a Szuperligába. Első bajnoki mérkőzésüket megnyerték a MÁVAG ellen, majd a bajnokságban 30 mérkőzésből 18-at megnyerve, 1 döntetlen mellett, 11 vereséget szenvedve a negyedik helyen végeztek.

## Pálya
Az FTC mérkőzéseit a ferencvárosi Elek Gyula Arénában található "Csányi sétány 77." pályán játssza.
A pálya 2002-ben épült az Elek Gyula Aréna alagsorában, így közel van sok sportlétesítmény is. A pálya 2019-ben felújításon esett át, mivel nem felelt meg a nemzetközi szövetség feltételeinek. 